# Reiner Hollich
Reiner Hollich (* 11. November 1955 in Mannheim) ist ein ehemaliger deutscher Fußballspieler und heutiger -trainer.

## Karriere
Reiner Hollich spielte von 1975 bis 1978 beim SV Waldhof Mannheim. Insgesamt absolvierte er 22 Spiele in der 2. Bundesliga Süd und ein Pokalspiel. Von dort wechselte er 1978 zum SV Sandhausen, weitere Stationen als Spieler waren der SV 98 Schwetzingen und der ASV Feudenheim.
Als Trainer kehrte Hollich 1988 an den Alsenweg zum SV Waldhof als Amateurtrainer zurück. Dieses Amt hatte Hollich bis 1994 inne. Danach war er weiter als Trainer und Co-Trainer in der Region tätig. Die SG Oftersheim führte er von der Verbandsliga in die Oberliga Baden-Württemberg, gleiches gelang ihm 2003 mit der TSG Weinheim. Sein früherer Mannschaftskollege Günter Sebert holte Hollich zurück zum SV Waldhof. Zur Saison 2009/10 übernahm Hollich die Amateure des SV Waldhof von Walter Pradt. Nachdem nach der Saison 2009/10 der Vertrag von Walter Pradt als Trainer von Waldhof Mannheim nicht verlängert worden war, übernahm Reiner Hollich die erste Mannschaft des SV Waldhof. Reiner Hollich gelang gleich in seiner ersten Saison als Cheftrainer des SV Waldhof der Meistertitel in der Oberliga BW und damit der Aufstieg in die Regionalliga.
Nachdem Hollich am 2. April 2013 darüber informiert wurde, dass der sportliche Leiter Günter Sebert mit sofortiger Wirkung von seinem Amt beim SV Waldhof freigestellt sei, bat auch er um seine sofortige Freistellung als Cheftrainer der Waldhöfer.
2014 war er wieder Trainer bei der TSG Weinheim. Ab März 2015 war Hollich Trainer des VfB Gartenstadt in der Landesliga Rhein-Neckar. Er führte den Klub in der Saison 2016/17 zum Aufstieg in die Verbandsliga Baden. Im September 2017 verließ er den Verein wieder. Seit Mitte 2018 trainiert er die U-19-Mannschaft des SV Waldhof Mannheim.